# Польський театр (Вроцлав)
51°06′04″ пн. ш. 17°01′35″ сх. д. / 51.1012° пн. ш. 17.0264° сх. д.

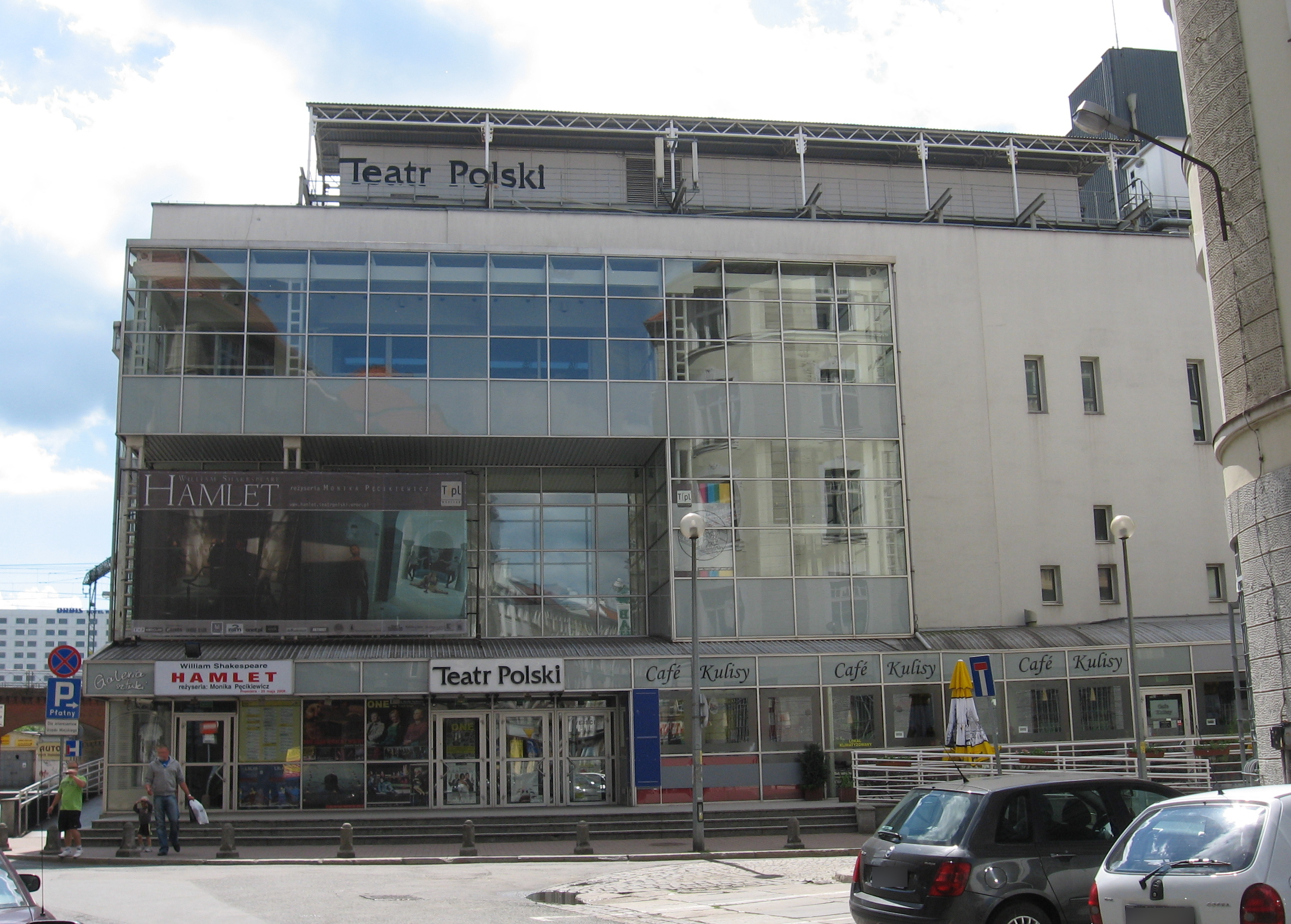
Польський театр у Вроцлаві

Польський театр у Вроцлаві (пол. Teatr Polski we Wrocławiu) — один із театрів у Вроцлаві, Польща.

## Розташування
Польський театр у Вроцлаві має три сцени: Малу сцену на вулиці Свідницькій, 28, Сцену «Na Świebodzkim», розташовану в будівлі залізничного вокзалу Свебоцького на площі Орлят Львівських, 20c, і Сцену Єжи Гжегожевського, розташовану в головному будинку театру на вулиці Запольській, 3.
Головну будівлю, результат зусиль вроцлавського купця Пауля Ауербаха, спроєктував берлінський архітектор Вальтер Гентшель і її завершено 1909 року. За стандартами того часу театр був одночасно дуже функціональним і технічно просунутим. На початку 1930-х років театр, німецькою назвою Schauspielhaus, був найновішою та з 1736 місцями найбільшою сценою у Вроцлаві. Від початку свого існування театр функціонував як музичний, де ставилися переважно оперети. Під кінець Другої світової війни будівля театру була частково пошкоджена.

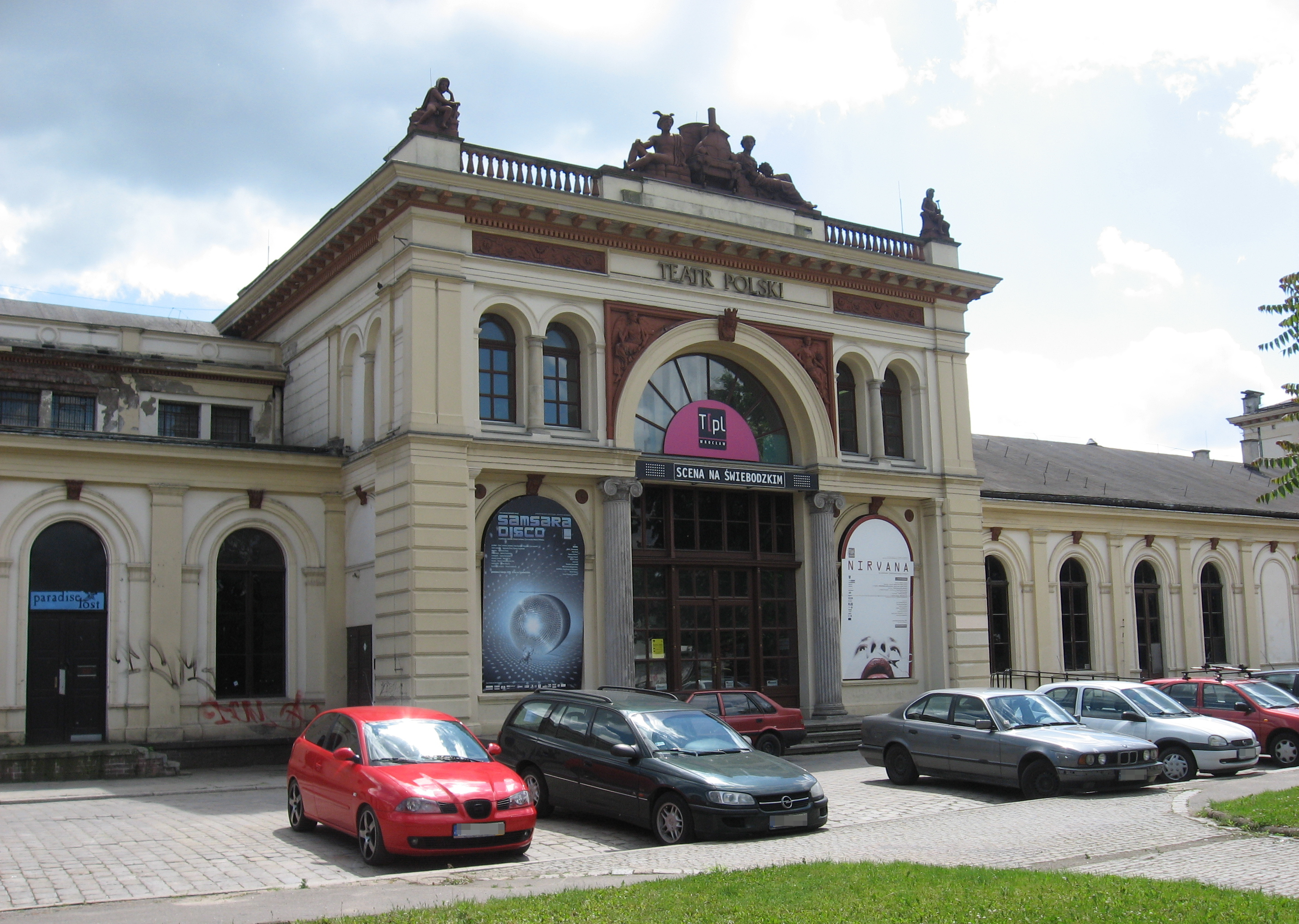
“Na Świebodzkim” сцена польського театру у Вроцлаві

Сучасна офіційна назва театру – Польський театр у Вроцлаві. Будинок на вулиці Запольській був реконструйований у 1950 році, і того ж року, 20 лютого, відбулася його прем'єра. П’єса мала назву «Тисяча хоробрих чоловіків» і була написана драматургом Яном Роєвським. Це була соціалістична пропагандистська вистава про робітників, які борються за відновлення збитків від війни в польських містах. Для вроцлавського глядача це був абсолютно новий тип сучасної драми. Театр діяв до 1994 року, коли в ніч на 18 січня сталася пожежа, яка знищила глядацьку залу. Театр знову перебудували, цього разу за проєктом Вітольда Яцкевича. Під час церемонії відкриття 20 травня 1996 року була поставлена п’єса «Вроцлавські імпровізації», яку поставив Анджей Вайда.